# Corte gonzaghesca di Susano

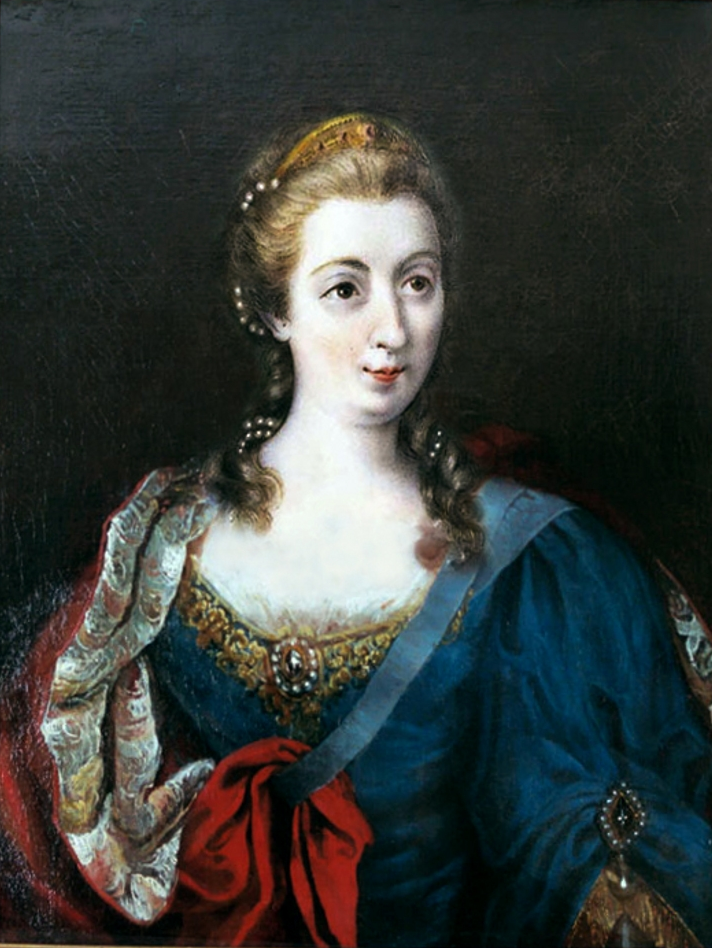
Ritratto di Maria Teresa Cybo-Malaspina, 1725-1790.

Corte gonzaghesca di Susano è uno storico edificio di Susano, frazione di Castel d'Ario, in provincia di Mantova.

## Storia
Fu edificata nel XIV secolo dai Gonzaga e passò in proprietà a Feltrino Gonzaga (1330-1374), capostipite dei Gonzaga di Novellara e Bagnolo. Il figlio Guglielmo sviluppò ulteriormente la corte. Un suo discendente, il marchese Paolo Emilio Gonzaga nel 1619 fece erigere nelle vicinanze della corte la chiesa dell'Assunzione con annesso convento, in segno di ringraziamento per la sua guarigione dopo la battaglia di Lepanto del 1571. Nel 1787 Corte Susano venne acquistata da Maria Teresa Cybo (1725-1790), duchessa sovrana di Massa e principessa di Carrara. Alla sua morte nel 1790 passò in eredità alla figlia Beatrice (1750-1829), quindi al figlio Francesco IV d'Asburgo-Este (1779-1846), duca di Modena e Reggio dal 1814. 
Il figlio di questo, Francesco V d'Asburgo-Este (1819-1875), ultimo sovrano regnante del Ducato di Modena e Reggio, fece costruire il palazzo della corte con le rispettive adiacenze laterali. A seguito di un prestito non onorato dal duca, la proprietà passò alla famiglia dei banchieri Rothschild.